# Pryzmat
Кіногрупа «Призма» (пол. Zespół Filmowy «Pryzmat») — польська кіностудія.

## Історія
Кіногрупа «Призма» заснована в 1972 році. Художнім керівником студії став Александр Сцибор-Рильський, літературним керівником — Тадеуш Конвіцький, а керівниками постановки — Ришард Чутковський і Тадеуш Карванський. За шість років ця команда зуміла зняти близько 30 кінофільмів, безліч телефільмів і серіалів. У 1978 році вона була розпущена під приводом фінансової недбалості та безгосподарності під час виробництва фільму Анджея Жулавського «На срібній планеті».
За словами професора Едварда Заїчека, колишній віце-голова комітету з радіо і телебачення ПНР Януш Вільгельмі шукав приводу, щоб продемонструвати свою силу та безжальні методи. Фільм «На срібній планеті» у всіх відношеннях був дуже складним, тому терміни його виробництва були порушені. Через це Вільгельмі прийняв безпрецедентне рішення припинити виробництво, знищивши декорації, костюми та реквізит. А оскільки в цей же час закінчувався термін повноважень «Призмату», команда не змогла відновити свою діяльність. Лише у 1987 році, Анджей Жулавський змонтував відзнятий матеріал і випустив фільм у понівеченій версії. Ця робота стала надзвичайно важким професійним досвідом як для знімальної групи, так і для керівництва команди, а також для самого Жулавського.

## Діяльність
За кілька років своєї діяльності «Призмат» встиг зняти багато фільмів, які увійшли в історію польського кінематографу. Серед них «Ставки» Анджея Пьотровського, «Голови, повні зірок» Януша Кондратюка, «Індекс» Януша Кійовського, «Просування» Януша Заорського, «Мазепа» Густава Голоубека, «Дульські» та «Кордон» Яна Рибковського, «Це я вбив» Станіслава Ленартовича, «Доктор Юдим» Влодзімєжа Гаупе, «На самоті» Анджея Костенка, «Дагні» Гокона Сандоя.
«Призмат» увійшов в історію польського кінематографа серією популярних у польського глядача комедій, таких як «Дівчата на викрадення» Януша Кондратюка та «Внебовзяття» його брата Анджея, «Розшукується, розшукувався», «Немає троянди без вогню» та «Брюнет у вечірній час» Станіслава Бареї, та мюзикл «Привіт, Шпікбродка, останній виступ короля касирів» Януша Жешевського та Мечислава Ягоди.
У фільмографії «Призми» також є успішні фільми, розраховані на юного глядача, серед яких: «Озеро цікавинок», «Con amore» та серіал «Каріно» Яна Батори, а також серіал «Дівчина і хлопчик» Станіслава Лота. На «Призмі» також був знятий популярний польський телесеріал «Лялька» Річарда Бера.